# Kristoffer Eriksen Sundal
Kristoffer Eriksen Sundal (* 7. Februar 2001) ist ein norwegischer Skispringer.

## Werdegang
Sundal gab am 15. Dezember 2017 in Notodden sein Debüt im FIS Cup und erzielte sogleich Wettkampfpunkte. Bei den nationalen Meisterschaften 2019 gewann er Bronze mit der Mannschaft, ein Jahr darauf gelang ihm selbiges mit der Juniorenmannschaft. Am 21. August 2021 ging Sundal in Râșnov erstmals im Skisprung-Continental-Cup an den Start und punktete dort einen Tag später. Zu Beginn des Skisprung-Grand-Prix 2022 bestritt er zwei Wettkämpfe in Wisła.
Seit der Weltcup-Saison 2022/23 nimmt Sundal auch am Weltcup teil. Er erzielte bei seinem ersten Springen am 5. November 2022 in Wisła den 18. Rang und damit sogleich Weltcuppunkte. Bei der Vierschanzentournee 2022/23 erreichte er bei drei der vier Springen den Finaldurchgang und belegte somit in der Gesamtwertung den 24. Platz.
Am 3. Februar 2024 erreichte er als Dritter auf der Mühlenkopfschanze in Willingen seinen ersten Podestplatz im Weltcup.

## Erfolge

### Weltcupsiege im Team
| Nr. | Datum           | Ort       | Typ               |
| --- | --------------- | --------- | ----------------- |
| 01. | 2. März 2024    | Lahti     | Großschanze       |
| 02. | 31. Januar 2025 | Willingen | Großschanze Mixed |

## Statistik

### Weltcup-Platzierungen
| Saison  | Platz | Punkte |
| ------- | ----- | ------ |
| 2022/23 | 027.  | 246    |
| 2023/24 | 021.  | 458    |
| 2024/25 | 012.  | 678    |

### Vierschanzentournee-Platzierungen
| Saison  | Platz | Punkte |
| ------- | ----- | ------ |
| 2022/23 | 024.  | 0797,9 |
| 2023/24 | 034.  | 0539,5 |
| 2024/25 | 012.  | 1091,0 |

### Grand-Prix-Platzierungen
| Saison | Platz | Punkte |
| ------ | ----- | ------ |
| 2024   | 020.  | 121    |

### Continental-Cup-Platzierungen
| Saison  | Platz | Punkte |
| ------- | ----- | ------ |
| 2021/22 | 114.  | 023    |
| 2022/23 | 021.  | 414    |